# Apalocnemis ingeniosa
Apalocnemis ingeniosa är en tvåvingeart som beskrevs av Collin 1933. Apalocnemis ingeniosa ingår i släktet Apalocnemis och familjen Brachystomatidae. Inga underarter finns listade i Catalogue of Life.